# Vladimír Chadalík
Vladimír Chadalík (30. června 1923 Stará Paka – 23. července 1987 Havlíčkův Brod) byl československý vojenský pilot, aktér přeletu vrtulníku Mi-1M dne 21. srpna 1968 do Německa.

## Život
Vladimír Chadalík se narodil v roce 1923 ve Staré Pace. Rodina se přestěhovala do Bratislavy, kde nastoupil vojenskou službu. V srpnu 1944 vstoupil do československé povstalecké armády na Slovensku, bojoval i jako partyzán, pak do 1. československého armádního sboru. V roce 1952 ukončil letecké učiliště. Sloužil jako pilot v československé lidové armádě Bratislavě, Košicích a v Čáslavi. Do Havlíčkova Brodu se přestěhoval v roce 1967. Zde byl na pozici velitele 4. vrtulníkové letky.
Jeho život ovlivnila a vlastně zcela změnila jím uskutečněná mise, kdy 21. srpna 1968 v brzkých ranních hodinách odletěl vrtulníkem Mi-1M do Straubingu. Tam byl vyslýchán jak německou policií, tak americkou CIA v Mnichově. Po třech dnech byl předán na jugoslávské velvyslanectví a tím byl dopraven do Bělehradu, kde byli na československé ambasádě v té době ministři Hájek a Šik. Po té vlakem s doklady znějícími na jméno jeho bratra se dostal zpět do Havlíčkova Brodu. Vladimír Chadalík se nikdy ani nezmínil o účelu této mise. Organizátor tak zůstal utajen. Došlo k soudům, trestům, degradaci, perzekucím.
Přišla těžká choroba a Vladimír Chadalík  23. července 1987 v nemocnici zemřel. Po roce 1989 byl in memoriam povýšen do hodnosti plukovníka a byla mu navrácena vyznamenání. Dne 29. dubna 1992 byl plně morálně rehabilitován.